# Gunde Svan
Gunde Anders Svan (Vansbro, 12 de enero de 1962) es un deportista sueco que compitió en esquí de fondo. 
Participó en dos Juegos Olímpicos de Invierno, obteniendo en total seis medallas:  cuatro en Sarajevo 1984, oro en 15 km y el relevo (junto con Thomas Wassberg, Benny Kohlberg y Jan Ottosson), plata en 50 km y bronce en 30 km, y dos de oro en Calgary 1988, en 50 km y el relevo (con Jan Ottosson, Thomas Wassberg y Torgny Mogren).
Ganó once medallas en el Campeonato Mundial de Esquí Nórdico entre los años 1985 y 1991.

## Palmarés internacional
| Juegos Olímpicos   | Juegos Olímpicos       | Juegos Olímpicos  | Juegos Olímpicos |
| Año                | Lugar                  | Medalla           | Prueba           |
| ------------------ | ---------------------- | ----------------- | ---------------- |
| 1984               | Sarajevo (Yugoslavia)  | Medalla de oro    | 15 km            |
| 1984               | Sarajevo (Yugoslavia)  | Medalla de oro    | Relevo 4 × 10 km |
| 1984               | Sarajevo (Yugoslavia)  | Medalla de plata  | 50 km            |
| 1984               | Sarajevo (Yugoslavia)  | Medalla de bronce | 30 km            |
| 1988               | Calgary (Canadá)       | Medalla de oro    | 50 km            |
| 1988               | Calgary (Canadá)       | Medalla de oro    | Relevo 4 × 10 km |
| Campeonato Mundial |                        |                   |                  |
| Año                | Lugar                  | Medalla           | Prueba           |
| 1985               | Seefeld (Austria)      | Medalla de oro    | 30 km            |
| 1985               | Seefeld (Austria)      | Medalla de oro    | 50 km            |
| 1985               | Seefeld (Austria)      | Medalla de bronce | Relevo 4 × 10 km |
| 1987               | Oberstdorf (RFA)       | Medalla de oro    | Relevo 4 × 10 km |
| 1989               | Lahti (Finlandia)      | Medalla de oro    | 15 km            |
| 1989               | Lahti (Finlandia)      | Medalla de oro    | 50 km            |
| 1989               | Lahti (Finlandia)      | Medalla de oro    | Relevo 4 × 10 km |
| 1991               | Val di Fiemme (Italia) | Medalla de oro    | 30 km            |
| 1991               | Val di Fiemme (Italia) | Medalla de plata  | 15 km            |
| 1991               | Val di Fiemme (Italia) | Medalla de plata  | 50 km            |
| 1991               | Val di Fiemme (Italia) | Medalla de plata  | Relevo 4 × 10 km |